# 迪米特里·波利亚科夫
迪米特里·费德罗维奇·波利亚科夫（俄语：  Дмитрий Фёдорович Поляков)（1921年7月6日 - 1988年3月15日 ）是一名任职于格鲁乌的苏联少将、 著名的冷战间谍，曾向联邦调查局和中央情报局泄露大量苏联机密，包括苏联对核战的态度，1970年代中苏关系裂痕等，间接促成了1972年尼克松访华。在中央情报局，他的代号是BOURBON和ROAM ，而联邦调查局则称他为TOPHAT。美国中情局前局长伍尔西认为，波利亚科夫是整个冷战时期美国最宝贵的间谍，“波利亚科夫将军不仅仅帮我们赢得了冷战，他还阻止冷战变成热战，他的角色是无可估量的”。